# Dusk Diver 酉閃町

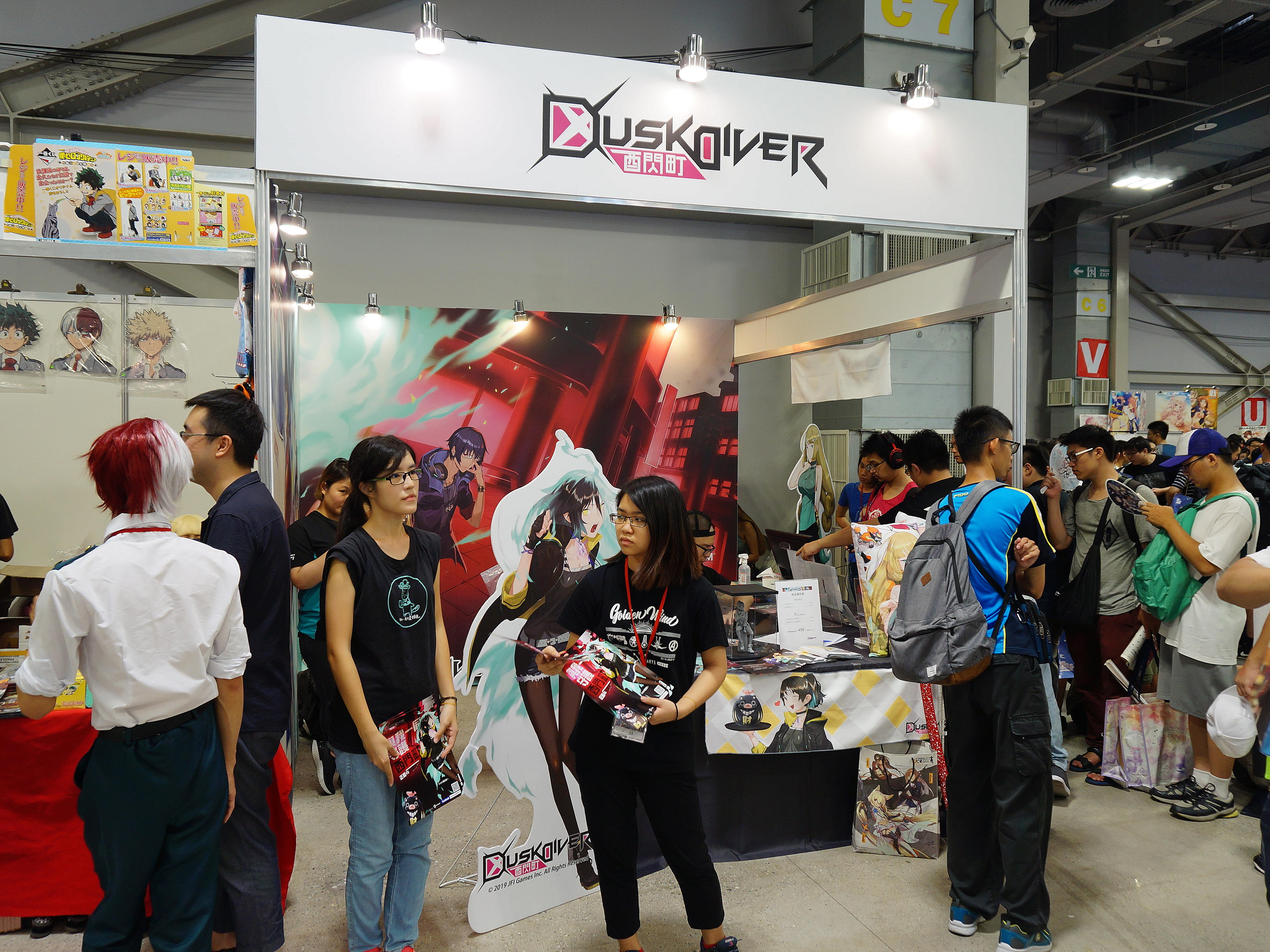
第34屆開拓動漫祭，《酉閃町》攤位

《Dusk Diver 酉閃町》是網銀國際旗下台灣開發團隊JERA遊戲工作室以台灣著名旅遊地點西門町為遊戲背景开发的日系動作角色扮演遊戲；家用主機版全球發行權由傑仕登代理，平台為任天堂Switch、PlayStation 4。剧情讲述女高中生主角陽語默，某日和好友約在西門町逛街，却意外捲入突發事件。遊戲中玩家能得到守護神的協助，来一同守護酉閃町。
官方臉書於2021年7月10日公開並發表新作《Dusk Diver 酉閃町2 崑崙靈動》短篇影片以及網站，崑崙靈動大幅強化戰鬥系統以及動作，可操作除了主角陽語默以外的角色，戰鬥中能隨時自由切換角色，能去除西門町以外的街區：迪化街、松山文創園區等。於2022年2月24日發售。與《銀白鋼鐵X2》跨界聯名合作，於2022年3月31日釋出合作關卡以及角色服裝DLC。

## 登場角色

### 人類
陽語默
配音：穆宣名（台灣）；佐藤利奈（日本）
本作女主角，高中三年級生，因意外捲入來到酉閃町與李歐和店長相遇，但意外觸發吸收守護神之力的特異能力
使原本治癒自己的李歐變成小石獅的模樣(被稱為核心型態)
因而獲得能對抗盤據酉閃町的謎樣怪物 厄禍的力量，語默於西門町&酉閃町的冒險就此開始。
《2代 崑崙靈動的經歷》
1年後既是大學一年級生，但前作的事件解決後依然無法恢復正常體質，於是繼續在李歐的便利商店打工，驅逐騷擾人間界的厄禍。
劉語夏
配音：郭蔓萱（台灣）；山田唯菜（日本）
語默的同班同學，因名字相似也不知不覺和語默成為無話不談的親友。
《2代 崑崙靈動的經歷》
1年後與語默讀同一所大學，一年前跟語默同時迷路進酉閃町，被店長發覺具有特異點的能力，但判定為毫無戰鬥力。其平時傻呼呼的行徑相反地，是個成績極好的資優生。
麥可
配音：蕭定睿（台灣）；平川大輔（日本）
吉他教室老闆。在他的教室從西門町搬到松山文創園區後，巴黑也持續去找他學習吉他。
小梅
配音：連思宇（台灣）；山本希望（日本）
學生時期就開始幫忙家裡在西門町賣水果的女性。因為是土生土長的當地人，對於西門町的大小事都相當熟悉。
雅雯
配音：郭蔓萱（台灣）；赤崎千夏（日本）
一年前因迷路跑進酉閃町，幸好受語默等人所解救。志向是當一個服裝設計師，在經歷千辛萬苦之後，終於在西門町擁有自己的服飾店。
近來也在大稻埕開了分店。
亞莉
配音：連思宇（台灣）；伊藤静（日本）
緋黛娛樂的負責人，黎維妲的老闆。
對員工教育的態度，完全可說是斯巴達式教育。

### 崑崙人
李歐
配音：柯至訓（台灣）；竹内良太（日本）
平時是便利商店店員，實為石獅子一族也是西門町的守護神，擅長近接戰，很意外滿喜愛甜食(冰淇淋、鬆餅、可麗餅等其他甜食食物)的一面。
《2代 崑崙靈動的經歷》
前作解救語默和語夏後成為教導語默戰鬥方式的導師。
巴黑
配音：呂紹綸（台灣）；山中真尋（日本）
喜愛水果與音樂的沉靜男，核心型態為蝙蝠，武器以鐮刀與吉他為主，剛來人間界不久，也缺乏對人間界一些常識。
《2代 崑崙靈動的經歷》
前作的事件結束後由於蝙蝠一族具有夜行性的關係，負責黑熊便利商店夜班，也正式學習吉他，跟吉他行老闆 麥可的交流讓他對人間界的常識開始接近正常人。
黎維妲
配音：林美秀（台灣）；種﨑敦美（日本）
對人間界有高度興趣並長居此地，因興趣緣故而去當模特兒並拍不少電視劇、電影，核心型態為金魚，以槍械和水系法術為主。
《2代 崑崙靈動的經歷》
前作的事件結束後回歸演藝生涯，雖對於和平的日子感到很滿意，卻又感到些許的違和感。
店長
配音：王瑞芹（台灣）；志田有彩（日本）
黑熊便利商店的店長，不知為何無法變成人類姿態而以黑熊造型陶瓷撲滿來代替，對金錢方面的事也十分執著。
真身是崑崙界的高階研究員，也參與龍脈控制系統相關研發，因系統頻繁失控而自責，所以請調到人間界來進行系統管理。
來到人間界後，因為一次任務失敗導此失去身體，情急之下附身在陶瓷熊撲滿上，為更加了解人間界，與李歐一同經營黑熊便利商店。
遊戲破關後會以第4位同伴加入並能招喚（限PC版）。
《2代 崑崙靈動的經歷》
本名是「木紋」，過去和李歐與孟章是舊識，可十分不喜歡孟章的性格與態度，之後和李歐一同辭掉並離開崑崙。
梅格雷茲
配音：張乃文（台灣）；水口まつり（日本）
崑崙界的龍脈科技研究員，是店長的學弟，原在崑崙中樞進行研究，在一年前的事件後調任到離人間界最近的第35次元閘門基地。擅長各種龍脈科技裝備的開發
所以幫語默量身打造裝備。相當尊敬學姊的關係，一直想到學姊所生活的人間界去觀光。
孟章
配音：蕭定睿（台灣）；徳森圭輔（日本）
崑崙界的高階軍人，現職為第35次元閘門基地的司令官，談吐相當溫和，但處事態度相當強硬。
曾與店長和李歐是舊識，但被單方面受到討厭。
貝蒂
配音：張乃文（台灣）；山本希望（日本）
受到管家命令，前來照顧巴黑的女僕，受過專業的女僕訓練，用詞遣字得體，具有優雅的身段同時，身手也相當了得。
不知受甚麼戲劇影響，也自稱「忍者」。
烏耳
配音：呂紹綸（台灣）；小林直人（日本）
緋黛娛樂的員工，黎維妲的經紀人。真正身分也是崑崙人，並作為黎維妲的小弟一同負責照顧居住在淡水河的異次元人。

### 暮光集團
薛爾
配音：陳煌典（台灣）；川上晃二（日本）
近日進駐台灣的跨國企業，暮光集團總裁。時常受到媒體訪問而頻繁出現在螢光幕上，幽默而大方的態度相當受到家庭主婦的歡迎。
政商關係相當良好，近期目標於台北市推動綠能發展，也同時進行都市更新。
芮雯
配音：連思宇（台灣）；赤﨑千夏（日本）
暮光集團的總裁特助。受命執行西門町都市更新計畫，也到處強硬收購店家。
高冷的態度以及俐落的舉止，全身散發出一股菁英氣質。
梵達克
配音：蔣鐵城（台灣）；平川大輔（日本）
暮光集團的特別顧問。時常跟芮雯一起行動，也是西門町都市更新計畫的一員。
雖語氣上可感到油腔滑調的一面，但相當通曉人情世故。

### 不明
D.D.
配音：穆宣名（台灣）；伊藤靜（日本）
突然現身於語默一行人面前的神祕少女並襲擊，其樣貌與解放力量的語默極其相似。
被店長取名：Dark Diver(縮寫：D.D.)，但無從得知為何襲擊語默一行人的主因。
啼風
配音：林美秀（台灣）；前田朱里（日本）
徘迴於酉閃町的神祕少年，卻自稱是涅梅雅的哥哥?
柏蔭
配音：陳煌典（台灣）；上田こうすけ（日本）
突然出現於酉閃町，並不時給予語默一行人協助的不明身分老人。

### 其他
涅梅雅
配音：沈諠婈（台灣）；水桐けいと（日本）
被封印於酉閃町的神祕少女，是1代最終頭目，酉閃町&西門町一連串事件是她一手策畫，是酉閃町龍脈控制系統的『自律人型生體運算單元』，曾洗腦控制巴黑、黎維妲、李歐，後於被語默一一解救。
於最終決戰中一度佔上風使語默與其他人陷入困境，但店長帶來意想不到的援軍-語夏來支援眾人，語默集眾人之力擊敗涅梅雅的最終型態，從系統中分離。
遊戲破關後會以第4位同伴加入並能招喚（限家機版）。
《2代 崑崙靈動的經歷》
前作的事件結束後除不能繼續控制厄禍之外，智能也變為一般人類小孩水準，個性變得溫和許多，但偶爾有失禮言詞的一面，目前寄宿在黑熊便利商店的食客，由語默等其他人負責照顧。

## 主題曲

### Dusk Diver 酉閃町
片頭曲「信念 Keep The Faith」
作詞&作曲：陳姿樺，編曲：Go Go Rise，協力編曲：杉特，主唱：Go Go Rise 美好前程
此曲是主唱Mei生前曲之一，於2021年5月15日離世，得年28歲。
片尾曲「Rain and Picture」
作詞：大神，作曲：葉，編曲：Rain and Picture，主唱：Rain and Picture
插入曲「閃閃少女」
主唱：水桐けいと

### Dusk Diver 2崑崙靈動
片頭曲「Queening」
作詞&作曲：Kiva Wu，主唱：Giselle 碧恩
片尾曲「未知探索」
作詞&作曲：Octave music 八度音創，主唱：『羅西（ROXI CHEN）』
印象曲「幽闇センシェンス」
作詞：斎藤博人，作曲：Nima.，主唱：水桐けいと

## 外部連結
- 《Dusk Diver 酉閃町》官方網站（页面存档备份，存于）（中文）（日語）（英文）
- Dusk Diver 酉閃町的Facebook專頁